# زندگانی سیاسی سلطان احمدشاه
زندگانی سیاسی سلطان احمدشاه کتابی است به قلم حسین مکی. مطالب این کتاب ابتدا به صورت سلسله مقالاتی در روزنامهٔ فردا انتشار یافت. در دوران آزادی نسبی به وجود آمده پس از شهریور ۱۳۲۰، بسیاری از کتب تاریخ معاصر و نوشته‌های کشته‌شدگان دوران رضاشاه، مجال انتشار یافتند. مقالات روزنامهٔ فردا نیز در همین دوران، با اضافاتی توسط کتابفروشی علمی چاپ و منتشر شد.
نکتهٔ جالبی که در مورد این کتاب وجود دارد این است که در آن برای اولین بار متن کامل قرارداد ۱۹۱۹ منتشر شد. در سال‌های ملی شدن نفت ایران، با مراجعه به آرشیو وزارت امور خارجهٔ وقت، ملاحظه گردید که هیچ نسخه‌ای از این قرارداد در آرشیو این وزارتخانه وجود ندارد و به ناچار، یک نسخه از همین کتاب که حاوی متن قرارداد مزبور است، توسط محمد مصدق به شورای امنیت سازمان ملل متحد تقدیم و به عنوان سند دخالت انگلستان در امور داخلی ایران ثبت گردید.